# The Best of Bros
The Best of Bros es el primer álbum recopilatorio de la banda de pop británica Bros. El álbum fue lanzado el 1 de marzo de 2004 por Columbia Records. El álbum incluye todos los sencillos de la banda, junto con pistas seleccionadas del álbum y caras B. A Nicky Graham y Tom Watkins se les acredita como los compositores de las pistas extraídas de Push, en lugar de su crédito original como "The Brothers".
El álbum fue certificado plata por el BPI en marzo de 2019.

## Lista de canciones
| N.º | Título                           | Incluido en                              | Duración |  |
| 1.  | «When Will I Be Famous?»         | Push                                     | 3:59     |  |
| 2.  | «Drop the Boy»                   | Push                                     | 3:49     |  |
| 3.  | «Madly in Love» (Joe Smooth Mix) | The Time                                 | 4:28     |  |
| 4.  | «Ten out of Ten»                 | Push                                     | 4:06     |  |
| 5.  | «Cat Among the Pigeons»          | Push                                     | 4:05     |  |
| 6.  | «Too Much»                       | The Time                                 | 3:30     |  |
| 7.  | «I Owe You Nothing»              | Push                                     | 3:40     |  |
| 8.  | «Liar»                           | Push                                     | 3:42     |  |
| 9.  | «Chocolate Box»                  | The Time                                 | 3:59     |  |
| 10. | «Money»                          | The Time                                 | 4:21     |  |
| 11. | «It's a Jungle Out There»        | Push                                     | 4:14     |  |
| 12. | «I Quit»                         | Push                                     | 3:32     |  |
| 13. | «Changing Faces»                 | Changing Faces                           | 3:59     |  |
| 14. | «Sister»                         | The Time                                 | 4:22     |  |
| 15. | «Life's a Heartbeat»             | Lado B de "Chocolate Box"                | 4:46     |  |
| 16. | «Are You Mine?»                  | Changing Faces                           | 4:37     |  |
| 17. | «Try»                            | Changing Faces                           | 3:38     |  |
| 18. | «I'll Count the Hours»           | Lado B de "Sister"                       | 4:05     |  |
| 19. | «Silent Night»                   | Lado A doble con "Cat Among the Pigeons" | 3:50     |  |

- Nota: Aunque no está acreditado como tal, "I Quit" es la versión sencilla remezclada.